# 韋爾登斯 (加利福尼亞州)
韋爾登斯（英語：Weldons）是位於美國加利福尼亞州文圖拉縣的一個非建制地區。該地的面積和人口皆未知。

## 地理
韋爾登斯的座標為34°20′42″N 119°17′49″W / 34.34500°N 119.29694°W，而該地的平均海拔高度為62米（即203英尺）。